# Душан Глумац
Душан Глумац (Клокочевик, 17. октобар 1899 — Петриња, 24. јул 1980) био је српски теолог, археолог и универзитетски професор.

## Биографија
Душан Глумац је рођен од оца Јована (економ) и мајке Ефимије рођене Вукотић. Основну школу уписује у Винковцима 1905. и завршава је 1910. Затим уписује гимназију у Винковцима 1910. коју завршава и полаже испит зрелости 1918. У школској 1918/1919. години ступио је у Српску православну богословију у Сремским Карловцима. Богословију завршава школске 1920/1921. Богословију завршава 24. јуна 1921. и одмах 29. јуна упућује молбу Светом архијерејском синоду да му додели стипендију којом би могао наставити студије из области Старог Завета и јеврејског језика у западној Европи. Док је чекао стипендију, уписао је Правни факултет Универзитета у Загребу где је и положио први државни испит.
Синод није услишио молбу о стипендији, па је био принуђен да у Немачку оде и борави о трошку свога оца. У Немачкој уписује Филозофски факултет Универзитета у Берлину.
После одслушана три семестра прелази на Филозофски факултет Универзитета у Лајпцигу, који је у то доба био један од водећих центара за изучавање Старог Завета и јудаистике. У Лајпцигу је 24. јула 1925. одбранио докторску дисертацију под насловом „Schaufäden (Sisith) und Gebetsriemen (Tephillin) bei den Juden – Кецеље за молитву и молитвени каиш (запис) код Јудеја“ код професорâ Хаса, Цимерна и Фасмера. Промовисан је за доктора филозофије 5. августа 1925. године.
По повратку из Немачке, Савет Богословског факултета Универзитета у Београду, на седници одржаној 18. октобра 1925, изабрао је др Душана Глумца за асистента при Катедри Свето Писмо Старог Завета, за предмет библијске историје са археологијом, а 4. јуна 1926. изабран је за доцента на предмету старојеврејски језик. Све до окупације предавао је на Богословском факултету, са којег је удаљен 1941. године и пензионисан као непожељан. После ослобођења, негде крајем 1945, изабран је за редовног професора на Катедри за Свето Писмо Старог Завета. Професор Глумац 1945. постаје продекан, а 1948. године декан Богословског факултета Универзитета у Београду. Неколико година после избацивања Богословског факултета са Универзитета Глумац прелази на Филозофски факултет Универзитета у Београду на Катедру за археологију (1955), где је предавао као редовни професор до пензионисања.
У време када су комунисти дошли на власт у Србији, икона-слика Уроша Предића Свети Сава благосиља Српчад је избачена из Ректората Београдског универзитета. Душан Глумац је то видео и доноси је на Богословски факултет СПЦ.
Носилац је ордена Светог Саве 4. степена. Познавао је једанаест језика и то од живих: немачки, руски, чешки, бугарски, француски, енглески, као и старе: јеврејски, арамејски, сиријски, грчки и латински.
Умро је 24. јула 1980. године у Петрињи, а сахрањен је 26. јула 1980. у селу Клокочевику код Славонског Брода, у својој задужбини – капели која је срушена у новембру 1991. године. Своју приватну библиотеку завештао је Богословском факултету.
Заступао је Српску православну цркву на многим конференцијама и у оквиру многобројних делегација. Писао је много и веома стручно. Осим оригиналних научних дела значајан је и његов превод дела Јудејски рат Јосифа Флавија. У коауторству с професором Станојем Станојевићем написао је Свето писмо у нашим старим споменицима. Својим прилозима је учествовао у енциклопедији Свезнање издатој у Београду 1937. у којој је обрадио теме из области митологије, историје религије и теологије. Снагом научног талента и озбиљношћу приступа Глумац је у извесној мери утро пут научном истраживању Библије у српској теолошкој средини.
Аутор је и других књига и студија попут Граматике старојеврејског језика, Српске задужбине у Палестини, Стари јеврејски рукописи са обале Мртвог мора, Староегипатско учење о речи — логосу. Био је сведок инцидента на Вису 1937., када је група чешких православаца, предвођена владиком Гораздом, требала бити угошћена од православаца са Виса, али их је римокатоличка руља, насиљима у томе спречила. Православни су их дочекали звоњавом звона са православне цркве Св. Кирила и Методија (коју касније руше нацисти и комунисти), а неки индоктринирани католици су бацали камење на брод.

## Галерија
- Црква Свете Тројице у Клокочевику је изграђена 1988. поред капеле коју је подигао др Душан Глумац 1960. Оба вјерска објекта су минирана у новембру 1991.
- Изглед некадашње капеле на дан освећења новије цркве, 31. јула 1988. Служила је до изградње новије цркве 1988. за богослужбене потребе (Литургије, крштења, вјенчања...)
- Остатак пода миниране (1991.) капеле. Др Душан Глумац је испод ње сахрањен.
- Темељи миниране капеле
- Мртвачки сандук др Душана Глумца испод његове задужбине, капеле у Клокочевику.